# Fotoskład
Fotoskład – sposób i miejsce przygotowania materiałów do druku, chronologicznie umiejscowione pomiędzy tradycyjną zecernią (patrz: zecerstwo) a współczesnym studiem DTP. Dziś jest to tradycyjna, wychodząca z użycia nazwa studia DTP.
Fotoskład był miejscem, gdzie materiały na potrzeby drukarni (tekst i obrazy) były formowane w obrazy kolumn metodą układania zadrukowanych kartek i przeźroczy na stole podświetlanym, gdzie następnie reprodukowano wszystko metodą fotograficzną. Klisze były przekazywane do drukarni w celu kopiowania na docelowe formy drukowe – blachy offsetowe.
Pierwotnie fotoskład dotyczył składu samego tekstu na urządzeniu zwanym fotoskładarką, potem inną metodą utrwalano obrazy całych złamanych kolumn, by wreszcie w czasach nam współczesnych naświetlać kolumny na naświetlarkach postscriptowych. Niemniej w każdym przypadku fotoskład był utrwaleniem informacji na światłoczułej kliszy.